# Das Kosmos Wald- und Forstlexikon
Das Kosmos Wald- und Forstlexikon ist ein Nachschlagewerk des Kosmos Verlages zu den Themen Waldbau und Forstwirtschaft. 

## Geschichte und Beschreibung
Das seit 1998 im Stuttgarter Kosmos Verlag in verschiedenen Auflagen erschienene Fachlexikon wurde von dem Forstwirt Reinhold Erlbeck, der Jägerin und Journalistin Ilse Haseder sowie dem Diplom-Verwaltungswirt Gerhard Stinglwagner verfasst.
In seiner 5. Auflage umfasst das Werk 1.054 Seiten mit mehr als 17.000 Stichwörtern und über 1.400 Fotos, Illustrationen und historischen Abbildungen zu den Themen Wald und Forstwirtschaft.

## Auflagen und Bibliografische Angaben
- Reinhold Erlbeck, Ilse Haseder, Gerhard Stinglwagner: Das Kosmos Wald- und Forstlexikon. 1. Auflage. Kosmos, Stuttgart 1998, ISBN 3-440-07511-7.
- Reinhold Erlbeck, Ilse Haseder, Gerhard Stinglwagner: Das Kosmos Wald- und Forstlexikon. 2. Auflage. Kosmos, Stuttgart 2002, ISBN 3-440-09316-6.
- Reinhold Erlbeck, Ilse Haseder, Gerhard Stinglwagner: Das Kosmos Wald- und Forstlexikon. 3. Auflage. Kosmos, Stuttgart 2005, ISBN 978-3-440-10375-3.
- Reinhold Erlbeck, Ilse Haseder, Gerhard Stinglwagner: Das Kosmos Wald- und Forstlexikon. 4. Auflage. Kosmos, Stuttgart 2009, ISBN 978-3-440-12160-3.
- Reinhold Erlbeck, Ilse Haseder, Gerhard Stinglwagner: Das Kosmos Wald- und Forstlexikon. 5. Auflage. Kosmos, Stuttgart 2016, ISBN 978-3-440-15219-5.